# Batalha de Olmedo
A Batalha de Olmedo foi uma batalha ocorrida a 19 de Maio de 1445, a sul de Valladolid, entre os infantes do Reino de Aragão e as forças de D. João II de Castela. O Infante Henrique de Aragão morreu de um ferimento sofrido nesta batalha.